# أليكسييس فيشناكوفس
أليكسييس فيشناكوفس (باللاتفية: Aleksejs Višņakovs)‏ (مواليد 3 فبراير 1984 في ريغا) لاعب كرة قدم لاتفي دولي يجيد اللعب في خط الوسط . يلعب حاليا لصالح نادي فينتسبيلس اللاتفي منذ 2009 .

## روابط خارجية
- أليكسييس فيشناكوفس على موقع الاتحاد الأوربي (الإنجليزية)
- أليكسييس فيشناكوفس على موقع قاعدة بيانات كرة القدم.إي يو (الإنجليزية)
- أليكسييس فيشناكوفس على موقع ناشيونال فوتبول تيمز (الإنجليزية)
- أليكسييس فيشناكوفس على موقع Soccerway.com (الإنجليزية)
- أليكسييس فيشناكوفس على موقع عالم كرة القدم.نت (الإنجليزية)